# Vladímir Markóvnikov
Vladímir Vasílievich Markóvnikov (en ruso: Влади́мир Васи́льевич Марко́вников; Nizhny Nóvgorod, 10 de diciembrejul./ 22 de diciembre de 1838greg. - San Petersburgo, 29 de enerojul./ 11 de febrero de 1904greg.) fue un químico ruso, destacado por su contribución a la química orgánica y conocido especialmente por enunciar la regla que lleva su nombre: la regla de Markovnikov.

## Vida
Markóvnikov estudió economía, convirtiéndose después de su graduación en asistente de Aleksandr Bútlerov en la Universidad de Kazán y en la Universidad de San Petersburgo. Después de graduarse en 1860 se desplazó a Alemania por dos años donde estudió bajo la tutela de Richard Erlenmeyer y Hermann Kolbe. Tras regresar a Rusia recibió el doctorado en 1869 y obtuvo una plaza de profesor en la Universidad de Kazán. Debido a un conflicto con la Universidad dejó el puesto y fue nombrado profesor en la Universidad de Odesa en 1871, y solo dos años más tarde en la Universidad de Moscú donde permanecería el resto de su carrera.

## Trabajo
Markóvnikov es conocido sobre todo por la regla de Markovnikov, la cual enunció en 1869 y que describe las reacciones de adición de electrófilos de tipo H-X (X- Halógeno) a alquenos y alquinos. De acuerdo con esta regla, el X nucleofílico- se añade al átomo de carbono con menos átomos de hidrógeno, mientras que el protón se añade a los átomos de carbono con más átomos de hidrógeno unido a ella. Por lo tanto, el ácido clorhídrico (HCl) se adiciona a propeno, CH3-CH=CH2 para producir 2-cloropropano CH 3 CHClCH 3 en lugar de los isómeros 1-cloropropano CH3CH2CH2Cl. La regla es útil para predecir las estructuras moleculares de los productos de las reacciones de adición. Por qué el bromuro de hidrógeno muestra reacciones tipo Markóvnikov, así como contrarias, o anti-Markóvnikov, no pudo ser entendido hasta que Morris S. Kharasch ofreció una explicación en 1933.
Hughes discutió las razones de la falta de reconocimiento de Markóvnikov durante su vida. A pesar de que la mayoría de sus publicaciones fueron en ruso, un idioma que no era comprendido por la mayoría de los químicos de Europa occidental, el artículo de 1870 en el que se publicó por primera vez la citada regla fue escrito en alemán. Sin embargo, la norma se incluyó en un anexo de cuatro páginas a un artículo de 26 páginas de isómeros de ácidos butírico, y sobre la base de la evidencia experimental muy leve incluso para los estándares de la época. Hughes llegó a la conclusión de que la norma era una conjetura inspirada, no justificada por las pruebas de la época, pero que luego resultó ser correcta (en la mayoría de los casos).
Markóvnikov también contribuyó a la química orgánica al encontrar anillos de carbono con un número de átomos diferente de seis, que eran los conocidos hasta la fecha: demostró la existencia de anillos de 4 carbonos en 1879, y de anillos de siete carbonos en 1889.
Markóvnikov también demostró que los ácidos butírico e isobutírico tienen la misma fórmula molecular (C4H8O2) pero diferente estructura. Es decir, son isómeros.